# Fernán Ruiz de Irarrazabal
Fernán Ruiz de Irarrazabal (Deva siglo XIV - Éibar 1422)  fue un marino y militar guipuzcoano del País Vasco  (España) que intervino  en la guerra de Bayona y Lanbort con cincuenta hombres de armas a su costa.
Fue protagonista en el encuentro que tuvo con la Armada francesa en las cercanías de Deva, en 1421. En aquel asedio consiguió capturar  a la nao almirante enemiga.
Por éstas acciiones el rey Juan II de Castilla le otorgó en 1421 la condición de preboste de la localidad de Deva.
En el marco de la guerra de los banderizos vascos, participó  en el bando de los gamboínos costándole la vida en 1422.

## Biografía
Nació en  la villa de Deva, en Guipúzcoa. Pertenecía a un  linaje nobiliario del bando de los Gamboa en la comarca del Bajo Deva, muy involucrado en las luchas de poder durante la Guerra de Banderizos vascos en la Baja Edad Media.
En 1419 sirvió con cincuenta hombres por cuenta propia en la guerra de Bayona y Lambort.
Irarrazabal  fue protagonista en el encuentro que tuvo con la Armada francesa en las cercanías de Deva, en 1421. En aquel asedio abordó y capturó  la nao Almirante del enemigo.
El rey Juan II de Castilla le premió tan relevantes servicios nombrándole preboste de Deva.
En 1422, en el marco de la guerra de bandos vascos, acudió Fernán a asaltar la casa oñacina de Unzueta en Éibar. En auxilio de la casa Unzueta acudió el  clan vizcaíno oñacino de los Butrón  enfrentándose en el cerro de Akondia a los Gamboa.
La batalla se saldó con la muerte de veintiséis hombres del bando gamboíno, entre ellos  Fernando Ruiz de Irarrazabal. Por su parte los Oñacinos de Butrón  sufreron la pérdida de cinco hombres.
Tras este hecho, los hijos y hermanos  de Fernán tomaron venganza sobre  una de las familias del clan de los Butrón de Baquio a donde llegaron en cuatro embarcaciones con unos ochenta hombres .En el amanecer irrumpieron en el pueblo y mataron a Iñigo de Rentería y diez hombres más.